# Takuji Kusumoto
Takuji Kusumoto (Japans 楠本卓司, Kusumoto Takuji, circa 1950) is een Japanse slagwerker in de jazz (drums, percussie).

## Biografie
Takuji Kusumoto speelde vanaf de vroege jaren 70 in de jazzscene van Tokio, in het kwartet van Seiichi Nakamura (zijn eerste plaatopnamen in 1973, het album First Contact, met Shigeharu Mukai), verder met Ushio Sakai, Fumio Itabashi (Alligator Dance, 1976, met Tsutomu Okada), Shigeko Toya, het kwartet van Masaru Imada (Remember of Love, 1978) en bij Bingo Miki en diens Inner Galaxy Orchestra. Hij speelde ook in het trio van Aki Takase, met bassist Nobuyoshi Ino (Aki, 1978). In de jaren 80 en vroege jaren 90 werkte hij met Yoku Tamura, Suichi Enomoto, Shoji Aketagawa en Sunao Wada (Blues for Bird). In de jazz was hij tussen 1973 en 1994 betrokken bij 13 opnamesessies. Begin 21ste eeuw speelde hij o.a. in een trio met pianist Tadashi Ohta en bassist Norikatsu Koreyasu, alsook in het trio van Hisae Nakajima.